# Kvalifikace na Mistrovství světa ve fotbale 2022 (UEFA) – skupina D
Skupina D kvalifikace na Mistrovství světa ve fotbale 2022 je jednou z 9 evropských kvalifikačních skupin na tento šampionát. Postup na závěrečný turnaj si zajistí vítěz skupiny. Osm nejlepších týmů na druhých místech ze všech skupin bude hrát baráž, zatímco nejhorší tým na druhých místech přímo vypadne.

## Tabulka

### Skupina D
| Tým                 | Z | V | R | P | VG | IG | +/- | B  | výsledek          |
| ------------------- | - | - | - | - | -- | -- | --- | -- | ----------------- |
| Francie             | 8 | 5 | 3 | 0 | 18 | 3  | +15 | 18 | postup na MS 2022 |
| Ukrajina            | 8 | 2 | 6 | 0 | 11 | 8  | +3  | 12 | postup do baráže  |
| Finsko              | 8 | 3 | 2 | 3 | 10 | 10 | 0   | 11 |                   |
| Bosna a Hercegovina | 8 | 1 | 4 | 3 | 9  | 12 | −3  | 7  |                   |
| Kazachstán          | 8 | 0 | 3 | 5 | 5  | 20 | −15 | 3  |                   |

## Zápasy
| 24. března 2021 20:45 |                             |                           |                                                                |
| Finsko                | 2–2                         | Bosna a Hercegovina       | Olympijský stadion, Helsinky rozhodčí: Anastasios Sidiropoulos |
| Pukki 58', 77'        | Report (FIFA) Report (UEFA) | Pjanić 55' Stevanović 84' | Olympijský stadion, Helsinky rozhodčí: Anastasios Sidiropoulos |

| 24. března 2021 20:45 |                             |               |                                                       |
| Francie               | 1–1                         | Ukrajina      | Stade de France, Saint-Denis rozhodčí: Tobias Stieler |
| Griezmann 19'         | Report (FIFA) Report (UEFA) | Sydorchuk 57' | Stade de France, Saint-Denis rozhodčí: Tobias Stieler |

| 28. března 2021 15:00 |                             |                             |                                                 |
| Kazachstán            | 0–2                         | Francie                     | Astana Arena, Astana rozhodčí: Aleksei Kulbakov |
|                       | Report (FIFA) Report (UEFA) | Dembélé 19' Malyi 44' (vl.) | Astana Arena, Astana rozhodčí: Aleksei Kulbakov |

| 28. března 2021 20:45 |                             |                  |                                                |
| Ukrajina              | 1–1                         | Finsko           | NSK Olimpijskyj, Kyjev rozhodčí: István Kovács |
| Moraes 80'            | Report (FIFA) Report (UEFA) | Pukki 89' (pen.) | NSK Olimpijskyj, Kyjev rozhodčí: István Kovács |

| 31. března 2021 20:45 |                             |               |                            |
| Bosna a Hercegovina   | 0–1                         | Francie       | Stadion Grbavica, Sarajevo |
|                       | Report (FIFA) Report (UEFA) | Griezmann 60' | Stadion Grbavica, Sarajevo |

| 31. března 2021 20:45 |                             |              |                        |
| Ukrajina              | 1–1                         | Kazachstán   | NSK Olimpijskyj, Kyjev |
| Yaremchuk 20'         | Report (FIFA) Report (UEFA) | Muzhikov 59' | NSK Olimpijskyj, Kyjev |

| 1. září 2021 16:00 |                             |          |  |
| Kazachstán         | 2–2                         | Ukrajina |  |
|                    | Report (FIFA) Report (UEFA) |          |  |

| 1. září 2021 20:45 |                             |                     |  |
| Francie            | 1–1                         | Bosna a Hercegovina |  |
|                    | Report (FIFA) Report (UEFA) |                     |  |

| 4. září 2021 18:00 |                             |            |  |
| Finsko             | 1–0                         | Kazachstán |  |
|                    | Report (FIFA) Report (UEFA) |            |  |

| 4. září 2021 20:45 |                             |         |  |
| Ukrajina           | 1–1                         | Francie |  |
|                    | Report (FIFA) Report (UEFA) |         |  |

| 7. září 2021 20:45  |                             |            |  |
| Bosna a Hercegovina | 2–2                         | Kazachstán |  |
|                     | Report (FIFA) Report (UEFA) |            |  |

| 7. září 2021 20:45 |                             |        |  |
| Francie            | 2–0                         | Finsko |  |
|                    | Report (FIFA) Report (UEFA) |        |  |

| 9. října 2021 15:00 |                             |                     |  |
| Kazachstán          | 0–2                         | Bosna a Hercegovina |  |
|                     | Report (FIFA) Report (UEFA) |                     |  |

| 9. října 2021 18:00 |                             |          |  |
| Finsko              | 1–2                         | Ukrajina |  |
|                     | Report (FIFA) Report (UEFA) |          |  |

| 12. listopadu 2021 16:00 |                             |        |  |
| Kazachstán               | 0–2                         | Finsko |  |
|                          | Report (FIFA) Report (UEFA) |        |  |

| 12. listopadu 2021 20:45 |                             |                     |  |
| Ukrajina                 | 1–1                         | Bosna a Hercegovina |  |
|                          | Report (FIFA) Report (UEFA) |                     |  |

| 13. listopadu 2021 15:00 |                             |        |  |
| Bosna a Hercegovina      | 1–3                         | Finsko |  |
|                          | Report (FIFA) Report (UEFA) |        |  |

| 13. listopadu 2021 20:45 |                             |            |  |
| Francie                  | 8–0                         | Kazachstán |  |
|                          | Report (FIFA) Report (UEFA) |            |  |

| 16. listopadu 2021 20:45 |                             |          |  |
| Bosna a Hercegovina      | 0-2                         | Ukrajina |  |
|                          | Report (FIFA) Report (UEFA) |          |  |

| 16. listopadu 2021 20:45 |                             |         |  |
| Finsko                   | 0-2                         | Francie |  |
|                          | Report (FIFA) Report (UEFA) |         |  |

## Střelci branek
Střelci 6 branek
- Finsko Teemu Pukki
- Francie Antoine Griezmann

Střelci 5 branek
- Francie Kylian Mbappé

Střelci 3 branek
- Francie Karim Benzema
- Ukrajina Roman Jaremčuk

Střelci 2 branek
- Bosna a Hercegovina Luka Menalo
- Bosna a Hercegovina Miralem Pjanić
- Bosna a Hercegovina Smail Prevljak
- Kazachstán Ruslan Valiullin
- Ukrajina Andrij Mykolajovyč Jarmolenko

Střelci 1 branky
- Bosna a Hercegovina Anel Ahmedhodžić
- Bosna a Hercegovina Edin Džeko
- Bosna a Hercegovina Miroslav Stevanović
- Finsko Marcus Forss
- Finsko Robin Lod
- Finsko Daniel O’Shaughnessy
- Finsko Joel Pohjanpalo
- Francie Ousmane Dembélé
- Francie Anthony Martial
- Francie Adrien Rabiot
- Kazachstán Isłambek Kuat
- Kazachstán Serykżan Mużykow
- Kazachstán Baktijar Zajnutdinow
- Ukrajina Artem Dovbyk
- Ukrajina Júnior Moraes
- Ukrajina Danyło Sikan
- Ukrajina Serhij Sydorczuk
- Ukrajina Mykoła Szaparenko
- Ukrajina Ołeksandr Zinczenko

Vlastní branka
- Kazachstán Siergiej Mały (proti Francii)